# Arthur Sinclair
Arthur Sinclair, né le 28 février 1780 en Virginie et décédé le 7 février 1831 à Norfolk, est un commodore de l'United States Navy. Engagé en 1796, il participe à la quasi-guerre contre la France, la guerre de Tripoli ainsi qu'à la guerre anglo-américaine de 1812 durant laquelle il devient célèbre.

## Biographie
Sinclair nait en Virginie et entre dans l'US Navy comme midshipman en 1798. Il sert alors à bord de la Constellation lors de la capture de la frégate française l'Insurgente le 9 février 1799.
Il est ensuite attaché à la Mediterranean Squadron de juin 1804 à juillet 1806, participant notamment aux raids sur Tripoli à bord de l'Essex.
De retour aux États-Unis, il est nommé commandant de l'Argus le 13 décembre 1811. Du 12 octobre au 17 décembre, il navigue au sein de la North Atlantic Squadron d'Isaac Chauncey et réalise de nombreuses prises. Lors de cette mission, il est séparé du reste de son unité pour trois jours. Il se trouve alors être poursuivi par une escadre tout entière mais parvient à s'en défaire.
Le 18 mai 1813, il est nommé sur le lac Ontario. À bord de l'USS General Pike, il participe à l'engagement du 28 septembre 1813. La même année, pour ses actions sur le lac Érié, il reçoit une épée de cérémonie du Commonwealth of Virginia. En 1814, il commande le Niagara sur le lac Huron ainsi que le lac Supérieur. Il dirige alors les assauts contre l'île Mackinac et fort Nautauwassauga.
L'ensemble de ses actions lors des engagements dans les Grands Lacs lui valent une grande renommée aux États-Unis,.
Il commande la frégate USS Congress (1799) en 1817,. Son passage sur ce bâtiment se résumera principalement par la mission de transport de diplomates en Amérique du Sud,.
Sinclair est muté à Washington en 1818 et est nommé commandant de la Gosport Station en 1819. En 1821, il fonde la première école de guerre de la marine américaine à bord de la Guerriere.
Sinclair est promu capitaine au cours de l'année 1813 et ensuite au grade de commodore, mais à une date inconnue,.
Il meurt le 7 février 1831 à Norfolk.

## Famille
Arthur Sinclair est né dans une famille de marins. Ses trois fils serviront dans l'US Navy mais gagneront la Confederate States Navy en 1861. De nombreux autres descendants de sa famille feront carrière dans la marine.
Son arrière-petit-fils, Upton Sinclair, est connu pour avoir écrit La Jungle.

## Hommages
Le destroyer USS Sinclair (DD-275) de la classe Clemson, commissionné en 1919 et retiré du service en 1929, est nommé en son honneur.